# Day (Wisconsin)
Day es un pueblo ubicado en el condado de Marathon en el estado estadounidense de Wisconsin. En el Censo de 2010 tenía una población de 1.085 habitantes y una densidad poblacional de 12,32 personas por km².

## Geografía
Day se encuentra ubicado en las coordenadas 44°43′20″N 90°0′42″O / 44.72222, -90.01167. Según la Oficina del Censo de los Estados Unidos, Day tiene una superficie total de 88.04 km², de la cual 87.42 km² corresponden a tierra firme y (0.7%) 0.61 km² es agua.

## Demografía
Según el censo de 2010, había 1.085 personas residiendo en Day. La densidad de población era de 12,32 hab./km². De los 1.085 habitantes, Day estaba compuesto por el 99.63% blancos, el 0.09% eran afroamericanos, el 0% eran amerindios, el 0.09% eran asiáticos, el 0% eran isleños del Pacífico, el 0% eran de otras razas y el 0.18% pertenecían a dos o más razas. Del total de la población el 0.74% eran hispanos o latinos de cualquier raza.